# Brain-sur-l’Authion
Brain-sur-l’Authion ist eine Ortschaft und eine Commune déléguée in der französischen Gemeinde Loire-Authion mit 3.440 Einwohnern (Stand 1. Januar 2022) im Département Maine-et-Loire in der Region Pays de la Loire. Die Einwohner werden Brainois genannt.
Mit Wirkung vom 1. Januar 2016 wurden die Gemeinden Andard, Bauné, La Bohalle, Brain-sur-l’Authion, Corné, La Daguenière und Saint-Mathurin-sur-Loire zu einer Commune nouvelle mit dem Namen Loire-Authion zusammengelegt. Die Gemeinde Brain-sur-l’Authion gehörte zum Arrondissement Angers und zum Kanton Angers-7.

## Geografie
Brain-sur-l’Authion liegt am Fluss Authion.

## Geschichte
Archäologische Ausgrabungen haben Reste einer gallorömischen Villa in Brain-sur-l’Authion hervorgebracht. Ab dem 11. Jahrhundert wird der Ort als Brenum in den Büchern (u. a. der Abtei von Saint-Serge) erwähnt.

### Bevölkerungsentwicklung
| 1962 | 1968 | 1975 | 1982 | 1990 | 1999 | 2006 | 2011 |
| ---- | ---- | ---- | ---- | ---- | ---- | ---- | ---- |
| 1278 | 1314 | 1587 | 2190 | 2622 | 2803 | 3393 | 3378 |

## Sehenswürdigkeiten
- Kirche Saint-Pierre, seit 1988 Monument historique
- Schloss Narcé, seit 1975 Monument historique
- Haus Landes, Herrenhaus, seit 1984 Monument historique

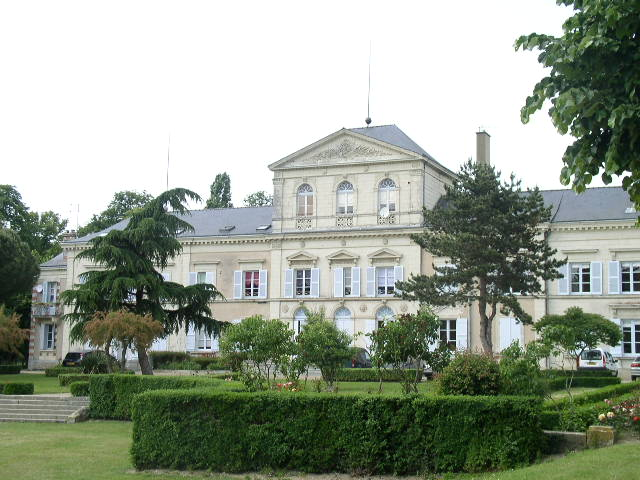
Schloss Narcé

## Persönlichkeiten
- Jean Noblet (1919–2010), Radrennfahrer